# ムタフカズ -MUTAFUKAZ-
『ムタフカズ -MUTAFUKAZ-』は、日仏合作のアニメーション映画。フランスでは2018年5月23日に、日本では2018年10月12日に公開された。原作は、フランスのギョーム・“RUN”・ルナールによるバンド・デシネ（漫画）「MUTAFUKAZ」であり、ルナールと西見祥示郎が監督を務めた。
第23回文化庁メディア芸術祭アニメーション部門審査委員会推薦作品。

## ストーリー
ダーク・ミート・シティ（Dark Meat City、DMC）はカラーギャングが抗争を繰り広げるL.A.のダウンタウン。そこでは乳児を抱えた若い女性が、Bruce Macchabe率いる黒服の男たちに追われている。女性とその乳児はある犬に救われ、 "裏切り者"と言われ吐き出される。乳児をゴミ捨て場に残して逃げるが、女性はBruceに捕まり殺されてしまった。
数年後、アンジェリーノ（Angelino）という名の大人になったあの時の乳児は、ガイコツ頭の友人ヴィンス（Vinz）と彼らの「ペット」として行動するたくさんのゴキブリと一緒に、荒れ果てたアパートに住んでいる。配達の仕事をしているとき、アンジェリーノは美しい若い女性、ルナ（Luna）に一目ぼれするが、その直後交通事故に遭い失職した。翌日、コウモリのような友人ウィリー（Willy）とだらだらしていると、アンジェリーノは頭痛と幻覚を経験し始める。3人組は、黒服の男たちに追われていることに気付き、彼らを倒して追い払うことに成功した。
その後、SWATチームがアンジェリーノとヴィンスのアパートを襲撃したことがきっかけで、アンジェリーノは隠された力を解き放ち、SWATを倒すことになった。ゴキブリはアンジェリーノを捜しに行き、一方Luchadorは、彼らが戦わなければならない潜在的な悪について語る。ウィリーはアンジェリーノとヴィンスに居場所となる家を与えたが、後に黒服の男たちによって発見された。地元のギャングを銃撃戦に巻き込む中、アンジェリーノとヴィンスはアイスクリームのトラックを盗んで逃げ出す。黒服の男たちの一人、エージェント・クロコ（Agent Crocodile）は復讐を誓った。
アンジェリーノとヴィンスは彼らが頻繁に訪れるレストランにやってきたところ、彼らに共感するように見えるルナに出くわす。しかし、彼女は黒服の男たちと関わりがあり、捕らえられていることがわかった。アンジェリーノは、ルナの父親、ミスターKに会った。ミスターKは、彼がすでに地球に侵入し、権威ある役割を担っているマッチョと呼ばれる地球外種族の一員であることを明らかにした。彼らの計画は、マッチョは寒さに耐えることができないので、地球を台無しにして地球温暖化を起こすことだった。アンジェリーノは、人間の女性とマッチョの父親との間に生まれ、駆け落ちは反逆的とみなされていた。 ミスターKは、アンジェリーノにヴィンスを殺すことによってマッチョ側を受け入れるよう説得しようとするが、ルナは、母親の犠牲の幻覚を持ったアンジェリーノに同情し始める。
アンジェリーノを見つけることに成功したゴキブリの後ろには、幻覚を信じ始めたLuchadoresが続く。アンジェリーノはヴィンスを殺そうとする敵に立ち向かい、逃げ出す。しかし、アンジェリーノは無意識のうちに意識を失ってしまう。彼とヴィンスは、ファゴール教授（Professor Fagor）という科学者も解放したLuchadoresによって助けられる。彼らは、アンジェリーノとヴィンスが逃げる間、Luchadoresとファゴールは砂漠の人里離れた小屋でロケットを作り始める。
クロコはウィリーの家に到着し、人質にする。アンジェリーノとヴィンスは、友人に悪く感じて、罠に気づかずに、助けに行くことにした。ヘリコプターがクロコをやっつけている間にアンジェリーノはウィリーを救ける。 Luchadoresとファゴールはロケットを打ち上げたことで、国のいたるところで雪が降り始め、隠れていたマッチョをすべて凍らせてやっつけた。半分マッチョであるアンジェリーノは、凍り始めるが、ルナのキスによって救われる。Bruceはアンジェリーノを殺しに来たが、地元のギャングはBruceをやっつけた。アンジェリーノが来るように、ルナが消えたことに気づく。
2か月後、人々は事件について忘れることで、すべてが「通常」に戻る。アンジェリーノはそれが長続きしないと思っているが、ルナに手紙を書いている。彼女はどこに住んでいるか知らないが、DMCのどこかに住んでいる。ヴィンスはレストランにやっと職を見つけた。ミスターKは生き残っていて、地球に潜入するためのUFO基地を月につくった。

## 世界観・用語解説
ムタフカズ（MUTAFUKAZ）
作中の造語。ヒスパニック系ギャングのスラングで「マザーファッカーズ」を意味している。

## スタッフ
- 監督・脚本：ギョーム・“RUN”・ルナール
- 監督・絵コンテ：西見祥示郎
- プロデューサー：田中栄子、フレデリック・ピュエッシュ、アンソニー・ルー
- 作画監督：滝口禎一
- 美術監督：木村真二
- CGIディレクター：坂本拓馬
- 音楽：The Toxic Avenger、Guillaume Houzé
- 編集：Ivy Buirette、Marie-Laure Vanglabeke
- アニメーション制作：STUDIO 4℃
- 製作：ANKAMA
- 宣伝：モボ・モガ
- 配給：PARCO

## 声の出演
| 役名           | 日本                  | フランス           |
| -------------- | --------------------- | ------------------ |
| アンジェリーノ | 草彅剛                | Orelsan            |
| ヴィンス       | 柄本時生              | Gringe             |
| ウィリー       | 満島真之介            | Rédouanne Harjane  |
| ルナ           | 上坂すみれ            | Kelly Marot        |
| クロコ         | 成河                  | Emmanuel Karsen    |
| ポパイ         | 成河                  |                    |
| ダズ           | 成河                  |                    |
| ミスターK      | 柴田秀勝              | Féodor Atkine      |
| マカベ         | 藤井隼                | Julien Kramer      |
| エルデアボロ   | 桜庭和志              | Julien Kramer      |
| ファゴール     | 木原実                | Gilbert Levy       |
| レポーター     | 吉田尚記              | Gilbert Levy       |
| タイガー       | 中井祐樹              | Alain Dorval       |
| エスピリト     | 中村大介              | Jérémie Covillault |
| フェリツ       | 所英男                |                    |
| ガードマン     | 男色ディーノ          |                    |
| ジョーイ       | 福井謙二              |                    |
| 覆面バッタ男   | 福井謙二              |                    |
| ナレーター     | 福井謙二              |                    |
| ローライダー   | R-指定（Creepy Nuts） |                    |
| チャベス       | DJ松永（Creepy Nuts） |                    |
| サラ           | 竹内恵美子            |                    |

## 受賞歴
- 2018年 アニー賞 長編インディペンデント作品賞 ノミネート
- 第72回(2018年度) 日本映画テレビ技術協会 映像技術賞アニメーション部門